# ريبيكا ماكدونالد
ريبيكا ماكدونالد هي سيدة أعمال كندية، ولدت في 1953.